# 阿斯卡尔·扎卡林
阿斯卡尔·扎卡里耶维奇·扎卡林（俄语：Аскар Закарьевич Закарин，1908年12月15日—1990年3月2日），哈萨克族，苏联数学家，党和国家领导人。曾任哈萨克国立基洛夫大学校长，哈萨克苏维埃社会主义共和国外交部长，哈萨克苏维埃社会主义共和国最高苏维埃主席等职务。数学博士。

## 生平
- 1908年12月2日（格里历：12月15日）出生于沙俄图尔盖州图尔盖区（现哈萨克斯坦科斯塔奈州然格尔季区）第9村。12岁时父母双亡，成为孤儿。
- 1926年-1930年，奥伦堡哈萨克公共教育学院工人学院学习。
- 1930年-1937年，莫斯科国立大学数学与力学系学习。扎卡林是该系第一位哈萨克族毕业生。
- 1937年-1941年，哈萨克阿拜教育学院教师，业余从事高等几何研究。
- 1941年6月-1946年4月，苏联红军服役。

期间：

1941年6月-9月，纳曼干中亚军区受训，以陆军初级中尉军衔入伍。

1941年9月-1943年3月，加里宁方面军第100步兵旅旅部军官，参与火星行动中的勒热夫战役，解放大卢基。

1943年3月-11月，波罗的海第1方面军第3突击军第100步兵旅政治部教官。1943年3月加入联共（布）。

1943年11月-1944年2月，波罗的海第1方面军第6近卫军政治部教官。

1944年2月-1945年6月，波罗的海第1方面军前线哈萨克语《向敌挺进报》战地记者。

1945年6月-1946年4月，外贝加尔方面军、外贝加尔-阿穆尔军区《苏沃洛夫猛攻报》战地记者，参与采访解放满洲的苏军部队。战后以上尉军衔复员。

- 1946年-1950年，哈萨克阿拜教育学院教师。1948年获数学博士学位。
- 1950年-1953年，哈萨克阿拜教育学院院长。
- 1953年-1955年，哈萨克国立基洛夫大学校长。
- 1955年-1958年，哈萨克苏维埃社会主义共和国教育部长。
- 1958年-1961年，哈萨克苏维埃社会主义共和国部长会议副主席兼外交部长。
- 1961年-1970年，哈萨克国立基洛夫大学校长。期间，1963年3月-1967年4月，哈萨克苏维埃社会主义共和国最高苏维埃主席。
- 1970年4月-1984年，哈萨克国立基洛夫大学高等几何系系主任，教授。
- 1984年起退休。
- 1990年3月2日于阿拉木图逝世，享年81岁。

扎卡林是苏共22-23大代表，第4-8届哈萨克苏维埃社会主义共和国最高苏维埃代表。

## 功绩
在担任哈萨克阿拜教育学院院长期间，扎卡林致力于为哈萨克的基础教育培养优秀人才。他组织哈萨克学校选拔有能力的学生，举办教师会议，后来变成教师的高级培训课程，吸引了阿拉木图市几乎所有的顶尖科学家讲学，并邀请了哈萨克国立大学教授参与授课。
任教育部长期间，扎卡林经常在哈萨克斯坦各地旅行。他负责开办新学校并监督旧学校的维修，提供印刷和交付教科书。
任外交部长期间，扎卡林接待了来自亚洲、非洲和欧洲许多国家的政府代表团。他作为苏联代表团的成员出访中国、印度、比利时等国。
任国立基洛夫大学校长和最高苏维埃主席期间，扎卡林依托数学学院建立了哈萨克第一个计算机中心。未来的程序员、系统工程师和分析师是在乌拉尔2号、乌拉尔11号和其他计算机上成长起来的。计算数学和相关的科学应用领域得到了强大的推动力。哈萨克斯坦的计算机科学就是从此开始和发展起来的。扎卡林还为国立大学争取到了一块更大的土地兴建新校舍。

## 荣誉
- 二级卫国战争勋章
- 劳动红旗勋章
- 荣誉勋章
- 红星勋章
- 1941-1945年伟大卫国战争战胜德国奖章
- 战胜日本奖章
- 哈萨克苏维埃社会主义共和国高等教育荣誉工作者